# Sigmodon mascotensis
Sigmodon mascotensis é uma espécie de roedor da família Cricetidae.
Apenas pode ser encontrada no México.